# Resolución 1451 del Consejo de Seguridad de las Naciones Unidas
La resolución 1451 del Consejo de Seguridad de las Naciones Unidas, aprobada por unanimidad el 17 de diciembre de 2002, tras examinar un informe del Secretario General Kofi Annan sobre la Fuerza de las Naciones Unidas de Observación de la Separación (FNUOS), el Consejo prorrogó su mandato por otros seis meses, hasta el 30 de junio de 2003. 
La resolución instó a las partes interesadas a aplicar inmediatamente la Resolución 338 (1973) y solicitó al Secretario General que presentara un informe sobre la situación al final de ese período.
En el informe del Secretario General presentado de conformidad con la resolución anterior sobre la FNUOS se afirma que la situación entre Israel y Siria se ha mantenido en calma y no se han producido incidentes graves, aunque la situación en el Oriente Medio en su conjunto sigue siendo peligrosa hasta que se pueda llegar a una solución.  Además, reconoció la amenaza que suponen las minas terrestres para la FNUOS y la tensa situación en la zona de las granjas de Shebaa . 